# Chrysolina cavigera
Chrysolina cavigera är en skalbaggsart som först beskrevs av Sahlberg 1885.  Chrysolina cavigera ingår i släktet Chrysolina och familjen bladbaggar. Inga underarter finns listade i Catalogue of Life.